# Ocrepeira pedregal
Ocrepeira pedregal är en spindelart som beskrevs av Claude Lévi 1993. Ocrepeira pedregal ingår i släktet Ocrepeira och familjen hjulspindlar. Inga underarter finns listade i Catalogue of Life.